# 卡爾二世 (內奧地利)
卡爾二世（德語：Karl II， 1540年6月3日—1590年7月10日），哈布斯堡王朝的施蒂里亞、克恩滕和卡尼鄂拉執政（1564年－1590年）。卡爾二世是奧地利大公和神聖羅馬皇帝斐迪南一世第三子、神聖羅馬皇帝馬克西米利安二世及蒂羅爾與大奧地利執政斐迪南二世的弟弟。

## 生平
卡爾二世出生於維也納。1559年及1564年至1568年期間，在父親斐迪南一世安排下卡爾二世與英格蘭和愛爾蘭女王伊麗莎白一世談婚論嫁。斐迪南一世希望伊麗莎白一世答應如果兩人沒有後嗣，查理二世可於伊麗莎白一世死後得以繼承王位。當伊麗莎白一世考慮了她的性格及兩國的宗教障礙，她宣佈不會與查理二世結婚。1563年，查理二世亦曾向蘇格蘭女王瑪麗一世求婚，而女王的舅父洛林主教查理建議瑪麗考慮查理二世的求婚以得到奧地利的幫助統治蘇格蘭，但是瑪麗仍然拒絕查理二世及其兄長馬克西米利安二世的求婚。
查理二世與其兄馬克西米利安二世的宗教觀念背道而馳，他是一位虔誠的天主教徒，他提倡反宗教改革，例如邀請耶穌會的成員到他的領地。但是於1572年，查理二世亦在格拉茨及於1578年在布魯克向內奧地利議會作出重大的讓步，最後演變成對基督教的容忍。
由於內奧地利需要負責對抗土耳其大軍的侵略，他們於1579年在克羅地亞建立卡爾洛瓦茨城堡，以查理二世的名字命名。查理二世亦因對藝術及科學的幫助而受人紀念，其中作曲家奧蘭多·德·拉絮斯及音樂理論家洛多維科·扎科尼都是他的門客。
1580年，查理二世將安達盧西亞的馬帶到斯洛文尼亞的利皮查以培養出新種的利比扎馬。1585年，查理二世創立了以他命名的卡爾·弗朗岑斯大學。
1590年，查理二世於格拉茨逝世。由其長子斐迪南繼承爵位，斐迪南就是日後的神聖羅馬帝國皇帝斐迪南二世（即奧地利大公斐迪南三世）。1619年奧地利全部領地在斐迪南三世的治下統一。

## 家庭
1571年，卡爾二世與巴伐利亞公爵阿爾布雷希特五世的女兒瑪麗亞·安娜結婚，兩人共有5子9女：
1. 安娜（1573年—1598年），波蘭與瑞典王后
2. 瑪麗亞·克里斯蒂娜（1574年—1621年），外西凡尼亞親王妃
3. 卡塔里娜·蕾娜塔（1576年—1599年）
4. 伊莉莎白（1577年—1586年），夭折
5. 斐迪南（1578年—1637年），神聖羅馬皇帝
6. 卡爾（1579年—1580年），夭折
7. 格蕾格麗亞·瑪克希米莉安妮（英语：Archduchess Gregoria Maximiliana of Austria）（1581年—1597年），早逝
8. 艾蕾諾爾（1582年—1620年）
9. 馬克西米利安·恩斯特（1583年—1616年）
10. 瑪格麗特（1584年—1611年），西班牙王后
11. 利奧波德（1586年—1632年）
12. 康斯坦絲（1588年—1631年），波蘭王后
13. 瑪麗亞·瑪格達列娜（1589年—1631年），托斯卡納大公夫人
14. 卡爾（1590年—1624年）